# Catedral de Santa Isabel (Malabo)
La Catedral de Santa Isabel de Malabo es una catedral católica ubicada en el lado occidental de la plaza de la Independencia (antigua Plaza de España), en la ciudad de Malabo, Guinea Ecuatorial. Es la sede de la archidiócesis de Malabo, y la iglesia más importante del país.
En el momento de su construcción durante el período colonial español en Guinea, fue el símbolo del poder católico en la Colonia. La obra fue financiada por los fieles con aportaciones de destacados empresarios de la Colonia y su Gobierno.

## Historia del proyecto

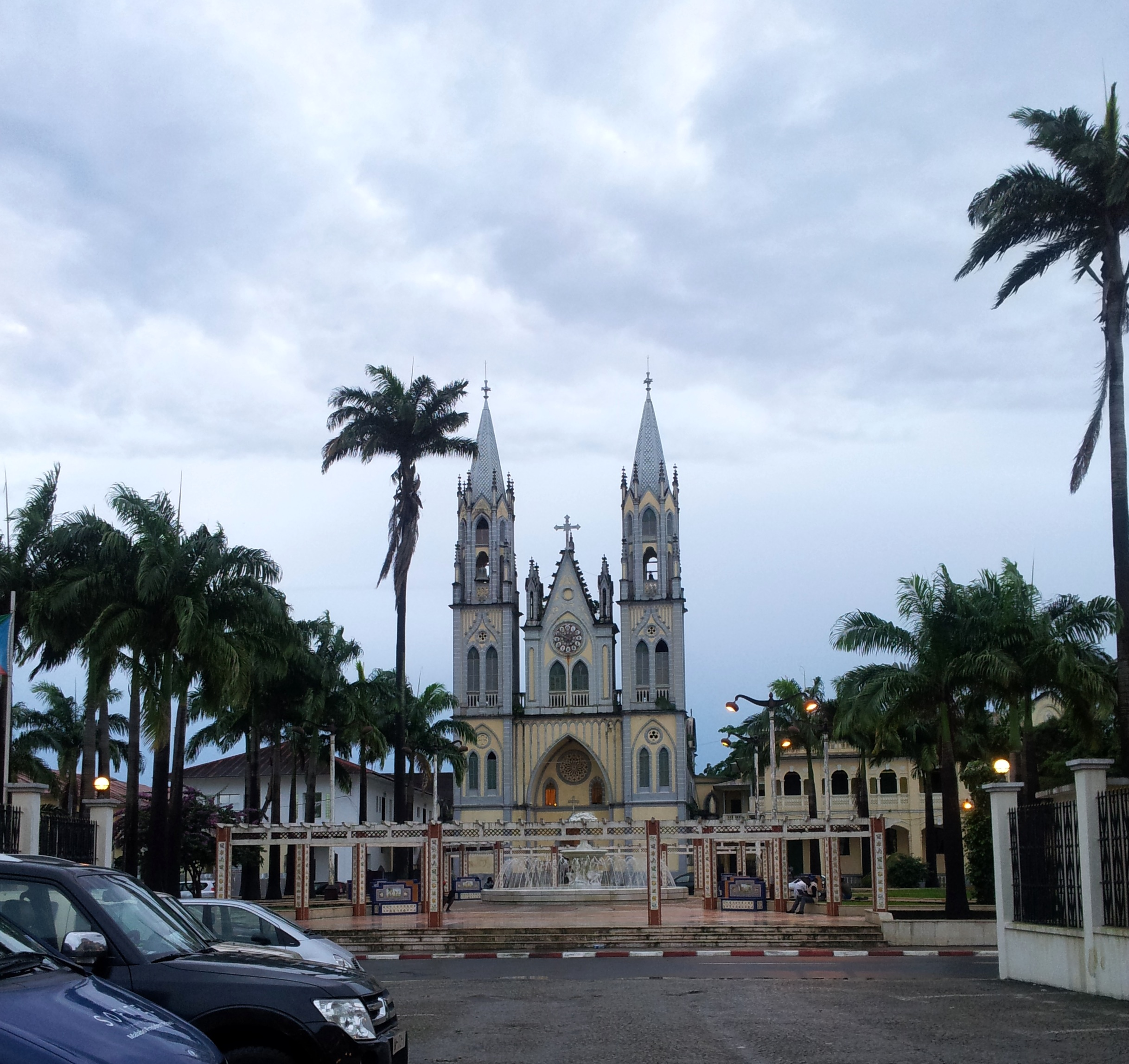
La catedral en el año 2012.

El proyecto inicial data de 1897 y se empezó su construcción en 1899. En 1901, el padre claretiano Lluís Sagarra i Llauradó (La Selva del Camp, 1871 - Concepción, 1849) modificó absolutamente la propuesta inicial. El proyecto fue considerado muy atrevido y comportó dudas relacionadas con la factibilidad de su construcción. Según parece, el padre Coll, siendo obispo de Barcelona Salvador Casañas i Pagès, mostró el proyecto a Antoni Gaudí (1852-1926). Según Sagarra, el arquitecto director de las obras del templo de la Sagrada Familia avaló positivamente la iniciativa de Sagarra.
Años después, fue Jeroni Martorell i Terrats (1877-1951), arquitecto discípulo de Josep Puig i Cadafalch, muy activo en la restauración de monumentos y autor de varias publicaciones, entre las que destaca “Estructuras en ladrillo y hierro atirantadas en la arquitectura catalana”, quien asesoró en temas constructivos. 
En la construcción colaboraron hermanos claretianos. Bajo la dirección del proyecto de Sagarra, el hermano Jaume Miquel dirigió la construcción, el hermano Ramon Ollé construyó las bóvedas catalanas, el hermano Ignacio Meabe construyó las cubiertas y el hermano Diego Rubio asumió los acabados. En el equipo se integraron alemanes provenientes de Camerún y artesanos ebanistas como Juan Henseler.
La construcción se dio por finalizada en 1916, aunque posteriormente se realizaron las grandes torres que coronan la fachada, de 40 metros de altura, concluyéndose en 1927. Entre 1928 y 1932 se construyó el Palacio Arzobispal según el proyecto de Sagarra. En 1954 se realizaron intervenciones importantes en el camarín, utilizando diferentes tipos de mármoles para su acabado.
En 2013  empezaron las obras de restauración, dirigidas por la empresa SOMAGEC. A fecha de 2018 habían finalizado las fachadas y los interiores de la Catedral.
La tarde del 15 de enero de 2020 sufrió un importante incendio que afectó al techo.

## Composición arquitectónica

La catedral en el año 2013.

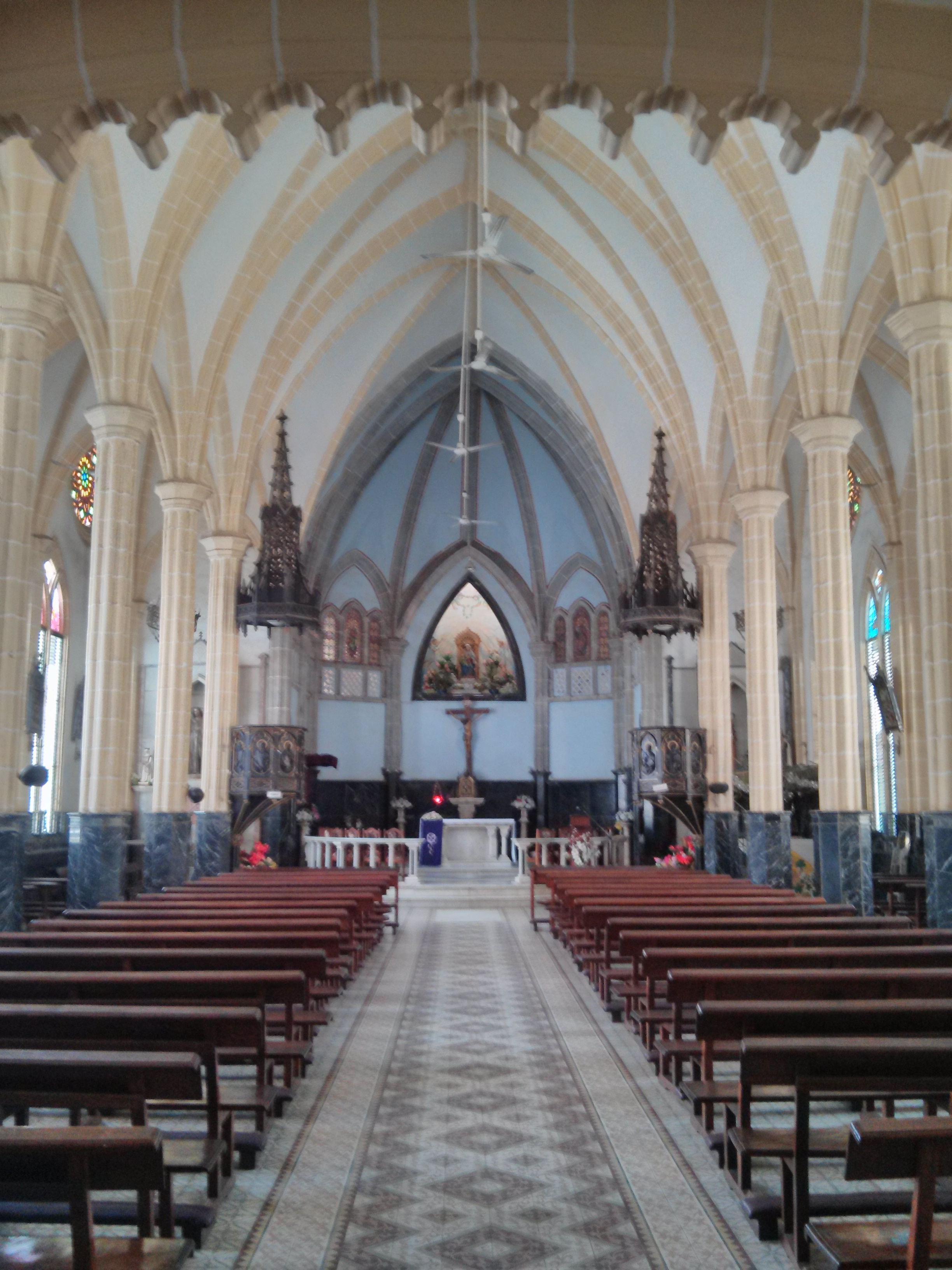
Interior de la catedral en el año 2013.

La Catedral, de estilo neogótico, es una construcción mixta de mampostería, piedra canteada, cerámica y acero. Es de planta basilical, con transepto, presbiterio octogonal y tres naves. Tres grandes rosetones destacan en la fachada principal y las fachadas del transepto. La nave central está resuelta con bóvedas de crucería de arcos apuntados y separada de las laterales por pilares de acero revestidos de hormigón. 
En el crucero y presbiterio las columnas son fasciculadas de piedra artificial. En el presbiterio, a una altura de 3 metros, hay seis grandes tribunas con barandillas ornamentadas con calados góticos. En las naves laterales, de dimensiones reducidas, se abren grandes ventanales, con vitrales emplomados, que aportan luminosidad al interior. El coro, situado a los pies de la Catedral, ocupa dos tramos de bóvedas en la nave central y uno en las laterales, sostenido por dos arcos carpaneles y seis de medio punto. Destacan las bóvedas de cerámica, mármoles y estucos marmolados de la parte del coro. 
La riqueza de los acabados es sorprendente en comparación con otras construcciones contemporáneas. La mayoría de piezas fueron importadas y provenían de las prestigiosas industrias artísticas de Barcelona: el vitral emplomado del presbiterio de Rigalt i Cia, pavimentos de mosaico hidráulico de Butsems i Cia, altares de Francesc Rifà, tallas religiosas de Josep Rius, barandillas de hierro del camarín y el presbiterio de Damians, etc.